# Henri Théatre
Henri Théatre, né le 10 février 1913 à Hamoir (Belgique) et décédé le 16 février 1985 à Bagnols-en-Forêt (France), est un artiste-peintre belge.

## Biographie
Le jeune Henri Théatre peint ses premières toiles dès l'âge de douze ans. Il suit des cours à l’Académie des beaux-arts de Liège puis à celles de Bruxelles et de Paris.
Après un difficile début de carrière, Théatre est finalement reconnu par les amateurs d'art et la profession. Ses toiles sont alors exposées dans les galeries de plusieurs grandes villes européennes ainsi qu'au Canada et aux États-Unis.
Henri Théatre est prolifique. Ses œuvres représentent souvent les paysages de sa région natale (vallée de l'Ourthe), de l'Ardenne ainsi que de la Provence de la fin de sa vie. Il peint aussi plusieurs natures mortes ainsi que de nombreux portraits et plusieurs nus. On s’accorde à reconnaître chez lui une grande robustesse de coloris et un sens délicat
des brumes dans ses évocations ardennaises, mais aussi une remarquable maîtrise de son lyrisme chromatique dans ses toiles de Provence.
Il vécut une bonne partie de sa vie à Logne, à quelques kilomètres de Hamoir, tout en se rendant régulièrement dans le sud de la France à Bagnols-en-Forêt dans le département du Var où il mourut le 16 février 1985 à l'âge de 72 ans.